# Distretto di Šarhorod
Il distretto di Šarhorod (in ucraino Шаргородський район?) era un distretto dell'Ucraina, situato nell'oblast' di Vinnycja. Il suo capoluogo era Šarhorod. È stato soppresso con la riforma amministrativa del 2020.